# Peacemaker (TV-serie)
Peacemaker är en amerikansk TV-serie från 2022, skapad av James Gunn. Den är baserad på DC Comics karakär Peacemaker och är den enda TV-serien att ingå i DC Extended Universe (DCEU). Serien är även en spin-off på filmen The Suicide Squad från 2021.
Första säsongen hade premiär den 13 januari 2022 på streamingtjänsten HBO Max och består av åtta avsnitt. En andra säsong har premiär på Max den 21 augusti 2025.

## Handling
Seriens utspelar sig efter händelserna i The Suicide Squad (2021) och följer Peacemaker i hans kommande uppdrag.

## Rollista (i urval)
- John Cena – Christopher Smith / Peacemaker
- Steve Agee – John Economos
- Danielle Brooks – Leota Adebayo
- Robert Patrick – Auggie Smith
- Jennifer Holland – Emilia Harcourt
- Freddie Stroma – Adrian Chase / Vigilante
- Chukwudi Iwuji – Clemson Murn
- Christopher Heyerdahl – Captain Locke
- Nhut Le – Judomaster
- Lochlyn Munro – Larry Fitzgibbon
- Annie Chang – Sophie Song
- Alison Araya – Amber
- Viola Davis – Amanda Waller
- Jason Momoa – Arthur Curry / Aquaman (cameo)
- Ezra Miller – Barry Allen / The Flash (cameo)